# 謝弗斯巴赫河

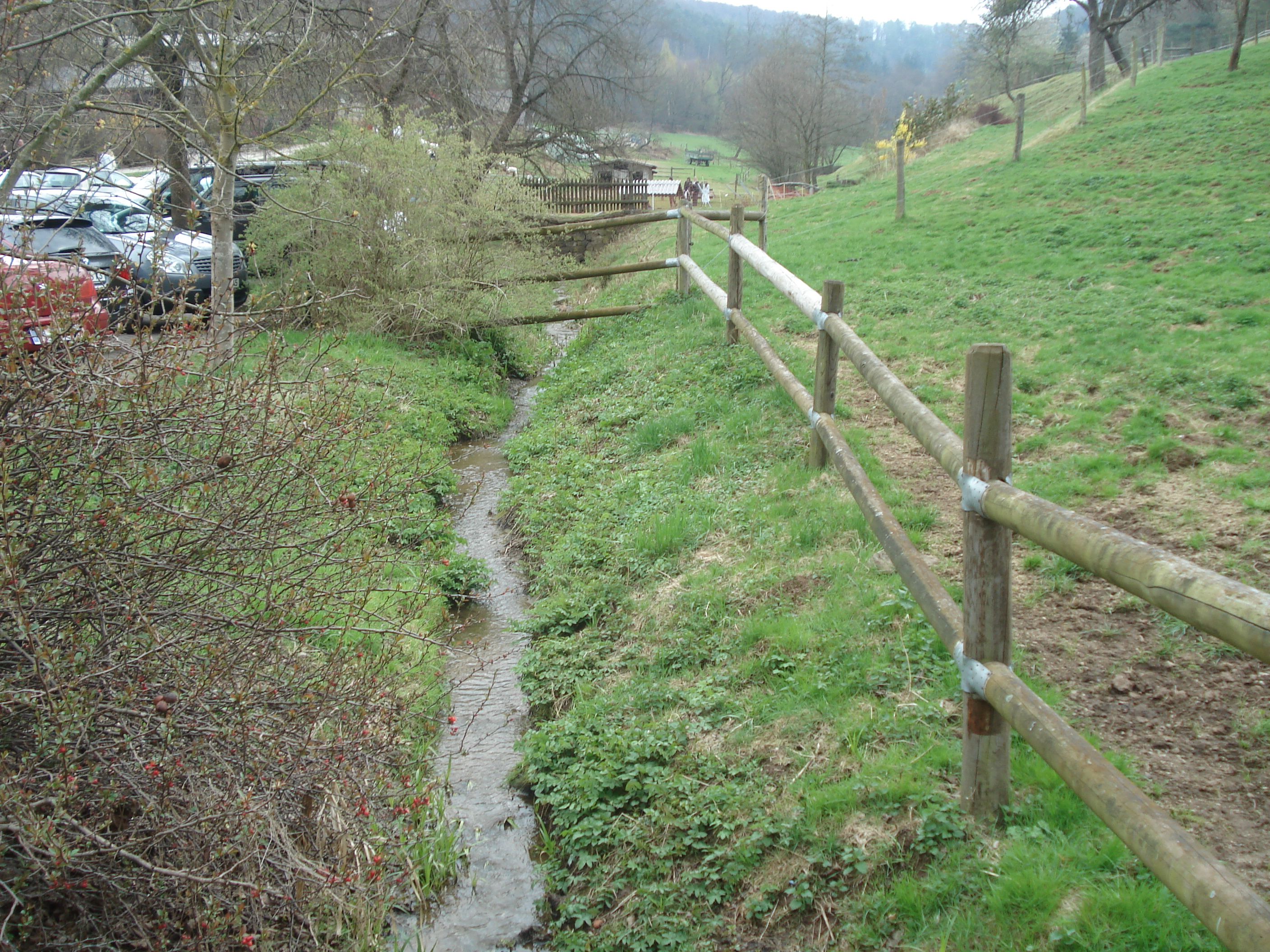

49°57′29.06″N 9°16′26.84″E / 49.9580722°N 9.2741222°E
謝弗斯巴赫河（德語：Schäfersbach），是德國的河流，位於該國東南部，由巴伐利亞負責管轄，屬於米謝爾巴赫河的右支流，河道全長0.8公里，流域面積0.8平方公里。